# فهد عملاق

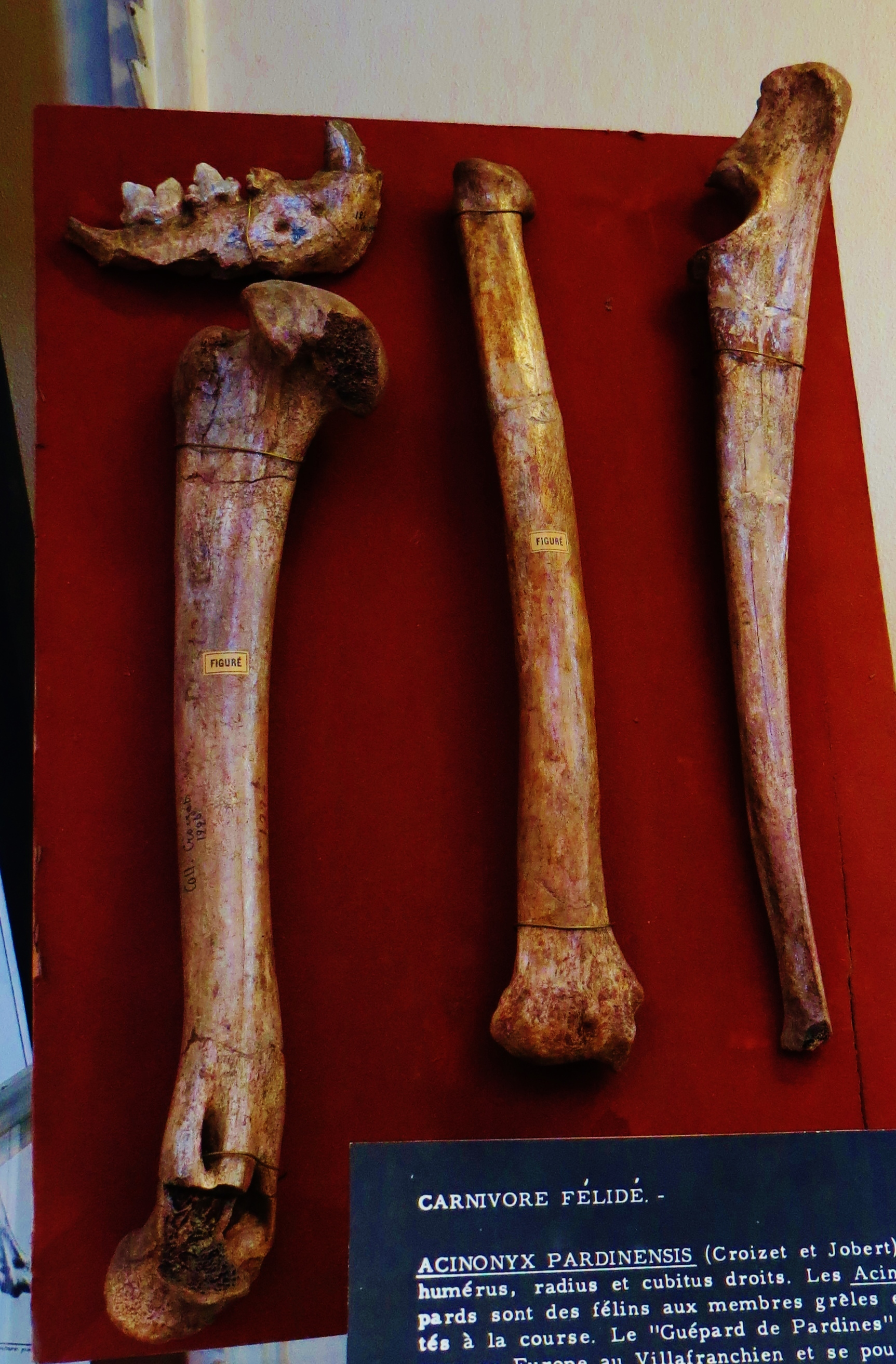
حفريات

الفهد العملاق (Acinonyx pardinensis) هو نوع منقرض من القطط الكبيرة وأقرب قريب موجود حالياً له هو الفهد.

## علم التشكل
نمط الحياة والخصائص البدنية للفهد العملاق غالبا كانت مشابهة لقريبتها لدى الفهد الحالي عدا انه كان يقارب الاسد من ناحية الطول (وزنه كان اخف من وزن الاسد وكان له بنيه انحف من تلك الموجودة لدى الاسد) كان حجمه بحجم فهدين من الفهود الحالية تقريبا حيث بلغ وزنه 120 كغ (260 رطل) طوله كحد وسطي بلغ المترين (79 انش) من مقدمة رأسه حتى ماخرته وذلك دون احتساب ذيله الذي يبلغ طوله حوالي 140 سم(55 انش) وبلغ ارتفاعه من ناحية الكتف 90 سم (35 انش) .
الفهد العملاق كان عداءا ماهرا وامتلك اطرافا طويلة كما الحال عند الفهد الحالي لكنه كان أطول قليلا للوراء ما مكنه من العدو بكفاءة عالية .

## الموطن
سكن الفهد العملاق اوروبا في العصر البليستوسين الأوسط والمبكر، وجد الفهد العملاق في ألمانيا وفرنسا أيضا في كل من الصين والهند .
الفهد العملاق الأوروبي وجد جنبا إلى جنب مع كل من اليغور والنمر فب بعض مناطق غصر البليستوسين الأوسط ،و ربما المنافسة التي حدثت بين الحيوانات الثلاث ساهمت في اضعاف وانحدار الفهد .
مع كتلته الكبيرة ومخالبه الضعيفة (مقارنة مع الفهد الحالي) كان الفهد العملاق اقل تكيفا لتسلق الاشجار وهذه المقدرة ظلت تتطور حتى ظهور الفهد الحالي.